# 4652/4653・4654/4651次列車
4652/4653・4654/4651次列車（中国語: 4652/4653、4654/4651次列车）とは、内モンゴル自治区の首府フフホト市とモンゴル国の首都ウランバートルを結ぶ、中国鉄路総公司フフホト鉄路局とモンゴル国鉄が共同運行する優等列車である。4652、4653はウランバートル行き、4654、4651はフフホト行きの列車番号であり、どちらも途中の集寧南駅で列車番号が変更される。また、モンゴル国内では033/034列車と称される。

## 概要
1990年5月31日に運行を開始した。4652/4653・4654/4651次列車は途中京包線、集二線、モンゴル縦貫鉄道を経由し、モンゴル国内ではドルノゴビ県、ゴビスンベル県、トゥブ県、ウランバートルの4県市を通過し、その運行距離は1,210kmである。
中国が担当する列車はフフホト鉄路局包頭客運段国際列車チームが乗務ししている。フフホト発ウランバートル行き4652/4653次（33次）列車は、毎週金曜日にフフホト駅を発車し、日曜日にウランバートル駅に到着する。ウランバートル発フフホト行き34次（4654/4651次）列車は、毎週月曜日にウランバートル駅を発車し、火曜日にフフホト駅に到着する。モンゴル担当列車の乗務員はウランバートル鉄道管理局所属で、中国担当列車と所要時間の差はない。フフホト発ウランバートル行き4652/4653次（33次）列車は、毎週月曜日にフフホト駅を発車し、水曜日にウランバートル駅に到着する。ウランバートル発フフホト行き34次（4654/4651次）列車は、毎週金曜日にウランバートル駅を発車し、土曜日にフフホト駅に到着する
。

## 歴史
1990年3月15日、中国とモンゴルの専門家による会議がウランバートルで開かれ、その会議で1990年夏（5月31日～9月27日）からフフホト～ウランバートル直通列車の運行を開始することが取り決められた。5月31日、ウランバートル～フフホト直通列車の運行が開始された。毎週1往復運行され、車輛と乗務員はモンゴル国鉄が担当した。
12月17日、中国鉄道部のフフホト鉄路局とモンゴル国鉄のウランバートル鉄道管理局の代表がフフホトで会談し、翌1991年よりフフホト～ウランバートル直通列車を毎週2往復通年運行し、中国及びモンゴルで1往復ずつ担当することが取り決められた。この会議では他に運行時刻表、運行開始時期、切符の販売方法などの事項も取り決められた。そして1991年4月28日、中国が担当するフフホト～ウランバートル直通列車が正式に運行を開始した。

## 列車編成

### 牽引機
4652/4653・4654/4651次列車は中国国内ではフフホト鉄路局包頭機務段所属の東風4D型ディーゼル機関車が使用されている。
| 運行区間                 | フフホト↔集寧南                           | 集寧南↔エレンホト                      | エレンホト↔ザミンウード             | ザミンウード↔ウランバートル                   |
| 機関車 所属 機関士交代駅 | HXD3C型 フフホト鉄路局集寧機務段 フフホト | 東風4D型 フフホト鉄路局集寧機務段 集寧 | CKD4B型 モンゴル鉄道 モンゴル機関士 | 2M62MM型 2TE116型 モンゴル鉄道 モンゴル機関士 |

### 客車
4652/4653・4654/4651次列車の客車は、モンゴル担当車輛はロシア製のMECT36型客車が使用され、中国担当車輛はフフホト鉄路局包頭車輛段所属の25B系客車と18系客車が使用されている。フフホト～エレンホト間では6輛編成で、硬座車（2等座席車）3輛、硬臥車（2等寝台車）1輛、個室硬臥車2輛で編成されている。フフホト～ウランバートル間を直通するのは2輛の個室硬臥車のみで、エレンホト駅で切り離される。
中国とモンゴルでは軌間が異なり、中国は1,435mm標準軌、モンゴルは1,520mm広軌である。そのため4652/4653・4654/4651次列車は往復ともにエレンホト駅で台車を交換する。その間乗客は駅の待合室に移動するか、客車に乗ったまま待機するか選ぶことができる。
| 運行区間   | フフホト↔エレンホト        | フフホト↔エレンホト        | フフホト↔エレンホト       | エレンホト↔ウランバートル        |
| 号車番号   | 1-3                        | 4                          | 5-6                       | 7-8                              |
| 車輛の種類 | YZ25B 硬座車 （2等座席車） | YW25B 硬臥車 （2等寝台車） | YW18 硬臥車 （2等寝台車） | YW18/MECT36 硬臥車 （2等寝台車） |

## 時刻表
2014年10月26日現在。なお、北京時間とモンゴル時間との間に時差はない。
| 4652/4653次・033 （ウランバートル行き） | 4652/4653次・033 （ウランバートル行き） | 4652/4653次・033 （ウランバートル行き） | 4652/4653次・033 （ウランバートル行き） | 4652/4653次・033 （ウランバートル行き） | 停車駅             | 4654/4651次・034 （フフホト行き） | 4654/4651次・034 （フフホト行き） | 4654/4651次・034 （フフホト行き） | 4654/4651次・034 （フフホト行き） | 4654/4651次・034 （フフホト行き） |
| 列車番号                                | 走行距離                                | 曜日                                    | 到着時間                                | 出発時間                                | 停車駅             | 到着時間                          | 出発時間                          | 曜日                              | 走行距離                          | 列車番号                          |
| --------------------------------------- | --------------------------------------- | --------------------------------------- | --------------------------------------- | --------------------------------------- | ------------------ | --------------------------------- | --------------------------------- | --------------------------------- | --------------------------------- | --------------------------------- |
| 4652                                    | 0                                       | 月曜/金曜                               | —                                       | 21:50                                   | フフホト           | 21:20                             | —                                 | 月曜/土曜                         | 1210                              | 4651                              |
| 4653                                    | 158                                     | 月曜/金曜                               | 23:35                                   | 23:55                                   | 集寧南             | 19:02                             | 19:14                             | 月曜/土曜                         | 1052                              | 4651                              |
| 4653                                    | 216                                     | 火曜/土曜                               | 00:51                                   | 00:55                                   | バインチャガーン   | 17:50                             | 18:03                             | 月曜/土曜                         | 994                               | 4654                              |
| 4653                                    | 236                                     | 火曜/土曜                               | 01:12                                   | 01:14                                   | ウランハダ         | ↑                                 | ↑                                 | 月曜/土曜                         | 974                               | 4654                              |
| 4653                                    | 263                                     | 火曜/土曜                               | 01:39                                   | 01:43                                   | トゥムアルタイ     | 17:07                             | 17:10                             | 月曜/土曜                         | 947                               | 4654                              |
| 4653                                    | 332                                     | 火曜/土曜                               | 02:45                                   | 02:47                                   | ズルフ             | 16:00                             | 16:02                             | 月曜/土曜                         | 878                               | 4654                              |
| 4653                                    | 376                                     | 火曜/土曜                               | 03:36                                   | 03:44                                   | ツァガンタラ       | 15:17                             | 15:23                             | 月曜/土曜                         | 834                               | 4654                              |
| 4653                                    | 435                                     | 火曜/土曜                               | 04:31                                   | 04:34                                   | チハリゲト         | 14:16                             | 14:22                             | 月曜/土曜                         | 775                               | 4654                              |
| 4653                                    | 491                                     | 火曜/土曜                               | 05:26                                   | 17:15                                   | エレンホト（二連） | 10:25                             | 13:30                             | 月曜/土曜                         | 719                               | 4654                              |
| 33                                      | 501                                     | 火曜/土曜                               | 17:40                                   | 21:25                                   | ザミンウード       | 08:00                             | 10:00                             | 月曜/土曜                         | 709                               | 34                                |
| 33                                      | 736                                     | 水曜/日曜                               | 01:10                                   | 01:50                                   | サインシャンド     | 03:57                             | 04:25                             | 月曜/土曜                         | 474                               | 34                                |
| 33                                      | 963                                     | 水曜/日曜                               | 05:40                                   | 06:00                                   | チョイル           | 00:25                             | 00:40                             | 月曜/土曜                         | 247                               | 34                                |
| 33                                      |                                         | 水曜/日曜                               | 10:15                                   | 10:22                                   | アムガラン         | ↑                                 | ↑                                 | 日曜/金曜                         |                                   | 34                                |
| 33                                      | 1210                                    | 水曜/日曜                               | 10:35                                   | —                                       | ウランバートル     | —                                 | 20:00                             | 日曜/金曜                         | 0                                 | 34                                |

## 脚註
1. 1 2 3 4 5  『2013.07 全国铁路旅客列车时刻表』 p360
2. ↑  “二连站换轮确保列车通行（簡体字中国語）”.   火车网 (2010年6月2日). 2015年11月23日閲覧。